# قره قیه (خرامه)
قره‌قیه، روستایی از توابع بخش کربال شهرستان شیراز در استان فارس ایران است.

## جمعیت
این روستا در دهستان کربال قرار دارد و براساس سرشماری مرکز آمار ایران در سال ۱۳۸۵، جمعیت آن ۱۰۸ نفر (۲۰خانوار) بوده‌است.